# Diocletianus prisedikt
Diocletianus prisedikt, på latin Edictum De Pretiis Rerum Venalium, utfärdades av den romerske kejsaren Diocletianus.
Ediktet utfärdades troligen från Antiokia eller Alexandria och ställdes upp i inskriptioner på grekiska och latin. Ediktet överlever idag endast i form av fragment som hittats främst i den östra delen av Romerska riket, där Diocletianus regerade. Dock har de återfunna fragmenten räckt till för att hjälpa historiker i ekonomi att uppskatta priser för varor och tjänster.
Prisediktet är fortfarande det längsta överlevande lagdokumentet från tetrarkiperioden. Ediktet kritiserades av Lactantius, en retoriker från Nicomedia, som skyllde inflationen på kejsarna och redogjorde för slagsmål och blodspillan som orsakats av prismanipulation.
Vid slutet av Diocletianus regering 305, ignorerades ediktet i praktiken. Den romerska ekonomin stabiliserades inte väsentligt förrän Constantinus reformer på 310-talet.

## Historik
Under krisen under 200-talet hade den romerska valutan devalverats kraftigt av de många kejsarna och usurpatorerna som präglade sina egna mynt med mindre värda metaller för att sänka värdet av de mynt de använde för att betala soldaterna och de offentliga ämbetsmännen.
Tidigare under sin regeringstid såväl som 301, samtidigt med prisediktet, utfärdade Diocletianus flera valutadekret som sökte reformera skattesystemet och stabilisera valutan.
Det är svårt att veta på vilket sätt myntningen ändrades, eftersom värdena och till och med namnen på myntsorterna ofta är okända eller har förlorats i tiden. Romarriket svämmade över av utländska mynt &emdash; särskilt i Medelhavet. Övergångstiden för valutareformen verkar varat åtminstone ett årtionde.
Även om ediktet var lyckat på pappret när det utfärdades, ledde marknadskrafter till att mer och mer av ediktet ignorerades eller omtolkades med tidens gång.

## Innehåll
Ediktets innehåll är delvis förlorat. Inget fullständigt exemplar av det har hittats, endast fragment. Dock finns idag tillräckligt av ediktets text för att fastställa följande.
Alla myntslag i ediktet värderades enligt denarien, som Diocletianus hoppades ersätta med en ny valuta baserad på argenteus och dess bråkdelar. En argenteus värde verkar ha fastställts till 100 denarer, den silveröverdragna nummus till 25 denarer, och radiat i brons till 4 eller 5 denarer. Koppar-laureat höjdes i värde från 1 till 2 denarer. Guldmyntet aureus, som vid denna tid hade ökat i värde till 833 denarer, ersattes av solidus, värd 1000 denarer (denna var inte samma solidus som infördes av Constantinus några år senare).
Dessa mynt behöll sina värden under Diocletianus regering, men bortsett från brons- och kopparmynten, som massproducerades, präglades de sällan och hade liten effekt på rikets ekonomi.
Dessa nyutfärdade mynt spädde på inflationen. Inflationen anses vara anledningen till att ediktet utfärdades. Ekonomiska återkopplingseffekter var inte välförstådda i denna tidsperiod.
De första två tredjedelarna av ediktet fördubblade värdet av koppar- och bronsmynten, och förkunnade dödsstraff för profitörer och spekulanter, som skylldes för inflationen och jämfördes med de barbariska stammarna som angrep riket. Handelsmän förbjöds att höja priset på sina varor, och transportkostnader kunde inte användas som ursäkt för höjda priser.
Den sista tredjedelen av ediktet, som uppdelades i 32 sektioner, införde ett pristak - ett maxima - för över tusen varor. Bland dessa varor fanns olika livsmedel (kött, spannmål, vin, öl, korn, osv.), kläder (skor, mantlar, osv.), fraktavgifter vid sjöfart, och veckolöner. Det högsta pristaken var på ett pund purpurfärgat siden, som prissattes à 150 000 denarer (priset på ett lejon hade samma tak).

## Resultat
Ediktet löste inte alla problem i Romarrikets ekonomi. Diocletanus masstillverkning av billiga mynt fortsatte att öka inflationen, och pristaken i ediktet var tydligen för låga.
Handelsmän antingen slutade att sälja varor, sålde dem olagligt, eller använde sig av byteshandel. Ediktet verkade upprivande på handel och kommers, särskilt bland handelsmän. Det är troligt att en grå marknadsekonomi utvecklades mellan handelsmän på grund av ediktet.
Ibland kunde hela städer upphöra att producera handelsvaror, eftersom de påbjudna priserna översteg de reella tillverkningkostnaderna. Eftersom ediktet även begränsade löner, upptäckte de som hade fasta löner (särskilt soldater) att deras pengar blev mindre värda med tiden eftersom de förkunnade priserna inte återspeglade reella kostnader.

## Mynt
|          | Solidus | Argenteus | Nummus | Radiat | Laureat | Denarius |
| -------- | ------- | --------- | ------ | ------ | ------- | -------- |
| Solidus  | 1       | 10        | 40     | 200    | 500     | 1000     |
| Argentus | 1/10    | 1         | 4      | 20     | 50      | 100      |
| Nummus   | 1/40    | 1/4       | 1      | 5      | 12 1/2  | 25       |
| Radiate  | 1/200   | 1/20      | 1/5    | 1      | 2 1/2   | 5        |
| Laureate | 1/500   | 1/50      | 2/25   | 2/5    | 1       | 2        |
| Denarius | 1/1000  | 1/100     | 1/25   | 1/5    | 1/2     | 1        |